# ماني بارا
ماني بارا (بالإنجليزية: Manny Parra)‏ هو لاعب كرة قاعدة أمريكي، ولد في 30 أكتوبر 1982 في Carmichael, California ‏ في الولايات المتحدة.

## وصلات خارجية
- ماني بارا على موقع دوري كرة القاعدة الرئيسي (الإنجليزية)
- ماني بارا على موقعبيزبول رفرنس.كوم (الدوري الرئيسي) (الإنجليزية)
- ماني بارا على موقعبيزبول رفرنس.كوم (الدوري الثانوي) (الإنجليزية)
- ماني بارا على موقع إي إس بي إن.كوم (أم.أل.بي) (الإنجليزية)
- ماني بارا على موقع مشجعي الرسوم البيانية (الإنجليزية)